# Moira Buffini
Moira Buffini (geboren 1965 in Carlisle) ist eine britische Dramatikerin und Drehbuchschreiberin.

## Leben
Moira Buffini besuchte die Northwich County Grammar School for Girls in Cheshire. Sie studierte von 1983 bis 1986 Englisch und Theater am Goldsmiths College in London. Danach machte sie eine Schauspielausbildung am Royal Welsh College of Music & Drama. 
Mit Anna Reynolds schrieb sie 1992 das Theaterstück Jordan, es wurde mit dem „Best Fringe Play Award“ und dem „Time Out Award“ ausgezeichnet. Die deutschsprachige Erstaufführung erfolgte 1998 durch Barbara Focke am Theater Drachengasse in Wien. 
Buffini hat seither eine Reihe Texte für das Theater eingerichtet, Drehbücher geschrieben und eigene Stücke verfasst, darunter Dinner (2002), Byzantium (2012), Jane Eyre (2011) und Immer Drama um Tamara (2010). Mit dem Musiker Damon Albarn schuf sie 2015 für das Manchester International Festival das Musical wonder.land als Bühnenadaption für das Internetzeitalter von Lewis Carrolls Alice im Wunderland. Die Inszenierung ging anschließend an das Royal National Theatre.
1998 erhielt Buffini den „Susan Smith Blackburn Prize“ und den „Meyer-Whitworth Award“ für Gabriel. 2003 wurde sie mit Dinner für den „Laurence Olivier Award for Best New Comedy“ nominiert, 2015 mit dem Stück Handbagged. Seit 2014 ist sie Fellow der Royal Society of Literature.

## Werke (Auswahl)
Theater
- 1992: Jordan
  - Jordan. Übersetzung Ursula Lyn. Manuskript. München Pegler [ca. 1994].
- 1997: Gabriel
- 1998: Blavatsky's Tower
- nach 1998: The Games Room.
- 2001: Loveplay
- 2002: Dinner. London : Faber and Faber.
- 2006: Plays one : Bkavatsky's tower, Gabriel, Silence, Loveplay . London : Faber and Faber.
- 2007: Dying For It. London : Faber and Faber. Nach Nikolai Erdman: Der Selbstmörder (1928).
- 2008: A Vampire Story
- 2010: Welcome to Thebes. London : Faber and Faber.
- 2011: Greenland mit Penelope Skinner, Matt Charman, Jack Thorne, London : Faber and Faber.
- 2011: Sixty Six Books
- 2013: Handbagged. London : Faber and Faber.

Drehbuch
- 2007: Marianne Dreams
- 2010: Immer Drama um Tamara (Tamara Drewe)
- 2011: Jane Eyre
- 2013: Byzantium (Regie: Neil Jordan) (Adaption von A Vampire Story 2008)
- 2017: Der Stern von Indien (Viceroy’s House)
- 2021: Die Ausgrabung (The Dig)